# NGC 1055
NGC 1055 (również PGC 10208 lub UGC 2173) – galaktyka spiralna z poprzeczką (SBb), znajdująca się w gwiazdozbiorze Wieloryba w odległości około 53 milionów lat świetlnych od Ziemi. Została odkryta 18 grudnia 1783 roku przez Williama Herschela. Średnica tej galaktyki wynosi około 100 000 lat świetlnych.
Galaktyka ta posiada wewnętrzne halo o prostokątnym kształcie rozciągające się nad i pod pyłową płaszczyzną galaktyki. Halo to jest splecione ze słabymi, wąskimi strukturami, które mogą być wymieszanymi i rozrzuconymi szczątkami galaktyki satelickiej rozerwanej wpływem grawitacji NGC 1055 około 10 miliardów lat temu.